# Clubiona ningpoensis
Clubiona ningpoensis este o specie de păianjeni din genul Clubiona, familia Clubionidae, descrisă de Schenkel, 1944. Conform Catalogue of Life specia Clubiona ningpoensis nu are subspecii cunoscute.